# Museu de Cera de Fátima
O Museu de Cera de Fátima é uma instituição localizada na cidade de Fátima, no concelho de Ourém, distrito de Santarém, Portugal. Este museu singular oferece aos visitantes uma experiência imersiva na história das aparições de Fátima e na vida dos pastorinhos, por meio de 32 cenas meticulosamente compostas com 120 figuras de cera.
Fundado há 39 anos, o Museu de Cera de Fátima desempenha um papel importante ao relembrar um período crucial da história religiosa e nacional de Portugal. As aparições de Fátima, ocorridas em 1917, foram eventos que ecoaram profundamente na imprensa da época e mobilizaram multidões à Cova da Iria, num contexto marcado pela angústia e sofrimento da Primeira Guerra Mundial.

## Descrição
O museu tem como missão proporcionar uma compreensão mais profunda do significado por trás das peregrinações de seis milhões de pessoas ao Santuário de Fátima anualmente. As cenas apresentadas contextualizam os eventos das aparições de Nossa Senhora e do anjo de Portugal, bem como outros eventos históricos importantes relacionados.
Entre os destaques do museu estão as representações das visitas dos Papas Paulo VI (1967), João Paulo II (1982 e 1991) e Francisco (2017), além da comovente cena da beatificação de Francisco e Jacinta Marto em 13 de maio de 2000. Uma das figuras mais marcantes é a da Irmã Lúcia, que pode ser vista no locutório do Carmelo de Coimbra e a mais recente sendo do Papa Francisco. 

## Localização e Acesso
O museu está situado na Rua Jacinta Marto, 2495-450 Fátima, Portugal.